# Габлер, Христоф Август
Христоф Август Габлер (нем. Christoph August Gabler; 1765/67—1839) — немецкий композитор, пианист, органист, дирижёр, музыковед и музыкальный педагог.

## Биография
Христоф Август Габлер родился 15 марта 1765 года (по надгробию; а по другим известиям — в 1767 году) в городке Мюльдорф-ам-Инн в семье пастора. Ещё в детстве настолько проявил музыкальные способности, что в восьмилетнем возрасте играл в церкви на органе, свободно читая цифрованный бас, а в десять лет исполнял партии второй скрипки в квартете барона Коспота и участвовал в концертах последнего в качестве пианиста.
с 1780 по 1786 год Габлер учился в школе в Шлейце, где последние два года замещал органиста и регента, выступал в концертах и с успехом дебютировал в качестве композитора (сочинения для фортепиано и две симфонии).
В 1787 году он поступил в Лейпцигский университет на юридический факультет, временно забросив занятия музыкой, но через несколько лет перевёлся в Гёттингенский университет, чтобы изучить камеральные науки. Здесь он познакомился и близко сошёлся с известным музыковедом и композитором Иоганном Николаусом Форкелем, оказавшим на него большое влияние.
В 1794 году Христоф Август Габлер занял место секретаря барона Коспота, но через два года оставил его и переехал в Лейпциг, с целью посвятить себя музыке. Он сделался учеником и другом А. Е. Мюллера и с большим успехом выступал на публичных концертах.
В 1797 году он получил выгодное предложение занять место учителя музыки в доме асессора фон Фокка в Саггаде (близ Ревеля), где и прослужил четыре года. В Ревеле Габлер зарекомендовал себя прекрасным музыкантом и пианистом.
В 1801 году он получил место учителя музыки в Ревеле и казенную должность, перейдя в русское подданство. Здесь он женился и прожил благополучно до 1817 года, когда по возникшему подозрению в злоупотреблениях по таможенной должности попал под суд. Шесть лет длился процесс; Габлер в конце концов совершенно оправдался, но решил оставить службу и посвятить себя исключительно музыкальной деятельности как педагог и композитор. Он также некоторое время замещал капельмейстера в городском оркестре.
В Ревеле была написана и большая часть произведений Габлера, в том числе 15 сонат, серенады, 6 польских, 12 аллеманд, 8 вальсов, марши и других сочинений для фортепиано, оратория «Пилигрим у Иордана», на нём. текст (изд. Брейткопф и Гертель), ряд песен и хоров, погребальная кантата на смерть певицы Мара (умерла в 1833 году в Ревеле), гимн Русскому Царю и др. Одна из четырёх ручных сонат композитора (opus 22, F-dur) была посвящена императору Николаю I, по случаю священного коронования (1827 год).
В 1836 году Христоф Август Габлер переселился с семьей в столицу Российской империи и продолжал здесь свою педагогическую деятельность.
Христоф Август Габлер умер 15 апреля 1839 года в городе Санкт-Петербурге.
Его дочь и ученица, Юлиана Жанетта Габлер (родилась 7 июня 1804 года в Ревеле), пошла по стопам отца и в своё время пользовалась успехом в качестве пианистки. В сезоне 1822—1823 гг. она успешно участвовала в шести концертах в зале Черноголовых в Ревеле. С таким же успехом она выступала в Ревеле и в 1828 году. В Лейпциге в 1830-х годах были изданы её фортепианное Рондо и несколько романсов с немецким текстом. Умерла 16 сентября 1879 года. Погребена с отцом на Смоленском лютеранском кладбище в Петербурге.